# Salimah Aga Khan
Prinses Salimah Aga Khan (New Delhi, 28 januari 1940) is een Brits society-figuur. Ze is bekend als ex-vrouw van prins Karim Aga Khan, de 49e imam van de Ismaïlitische sjiïeten.
Ze werd geboren in Brits-Indië als Sarah Frances ("Sally") Croker-Poole als dochter van een Brits militair. Op haar zesde keerde haar familie terug naar Groot-Brittannië en ze liep school in Croft House School. Ze trouwde in 1958 met lord James Crichton-Stuart maar het koppel ging na twee jaar uit elkaar. Ze werd fotomodel. Ze scheidde in 1968 en trouwde het jaar erop met prins Karim Aga Khan in de moskee van Parijs. Ze kreeg zo de titel van Begum Aga Khan. Het echtpaar kreeg drie kinderen: Zahra (1970), Rahim (1971) en Hussain (1974) en prinses Salimah legde zich toe op liefdadigheidswerk. Ze scheidde van haar tweede echtgenoot in 1995 na een juridische strijd. Daarna bleef ze actief voor SOS Kinderdorpen.